# Hellraiser
Pour les articles homonymes, voir Hellraiser (homonymie).
 (juillet 2012).
Si vous disposez d'ouvrages ou d'articles de référence ou si vous connaissez des sites web de qualité traitant du thème abordé ici, merci de compléter l'article en donnant les références utiles à sa vérifiabilité et en les liant à la section « Notes et références ».
 Pour plus de détails, voir Fiche technique et Distribution
Hellraiser est une série de films d'horreur inspirés par le roman court Hellraiser de Clive Barker. Ils mettent en scène les Cénobites, des créatures infernales menées par Pinhead et adeptes d'un sado-masochisme entre la jouissance sexuelle et la torture sadique. Ils voyagent d'une dimension à l'autre grâce à un Cube fonctionnant comme un casse-tête mécanique sophistiqué. À la suite de la première trilogie, le quatrième film explique le commencement de l'histoire tout en marquant la fin. Les films suivants sont indépendants et utilisent l'univers du Hellraiser.

## Histoire

### Origines du cube
1784, Paris. Philippe Lemarchant confectionne un jouet mécanique, un cube, bijou d'orfèvrerie en or et acajou, pour le Duc de L'Isle qui s'avère être un grand prêtre de la magie noire. Grâce au cube, de L'Isle, aidé de son domestique Jacques, ouvre la porte de l'Hellraiser et fait venir un démon, qu'il baptise Angélique, dans la peau d'une jeune paysanne fraîchement tuée. Lemarchant observe toute la scène de dehors. Horrifié par ce qu'il a créé, Philippe décide de créer un autre objet pour contrer le Cube. Manquant de patience, il décide qu'il sera plus simple de voler le cube à de L'Isle mais lorsqu'il pénètre chez le duc, celui-ci est mort. Angélique est désormais sous le pouvoir de Jacques qui lui ordonne de tuer le fabricant de jouets. L'épouse de Philippe arrive à temps pour recueillir son témoignage. Sa lignée devra trouver le moyen de réparer sa faute. Angélique, aidée de Jacques, construit d'autres Cubes. Son but est de créer un Cube qui ouvrira les portes de l'Hellraiser pour toujours.

### Origines de Pinhead
1930, Inde. Le capitaine Elliott Spencer ouvre, grâce au cube, la porte de l'Hellraiser. Des chaînes sortent du cube et écorchent le visage de Spencer. Léviathan, le maître de l'Hellraiser, fait de lui l'un de ses cénobites que l'on surnommera plus tard Pinhead, car des clous ont été plantés dans son visage et recouvrent l'intégralité de son crâne.

### Kirsty Cotton et les cénobites

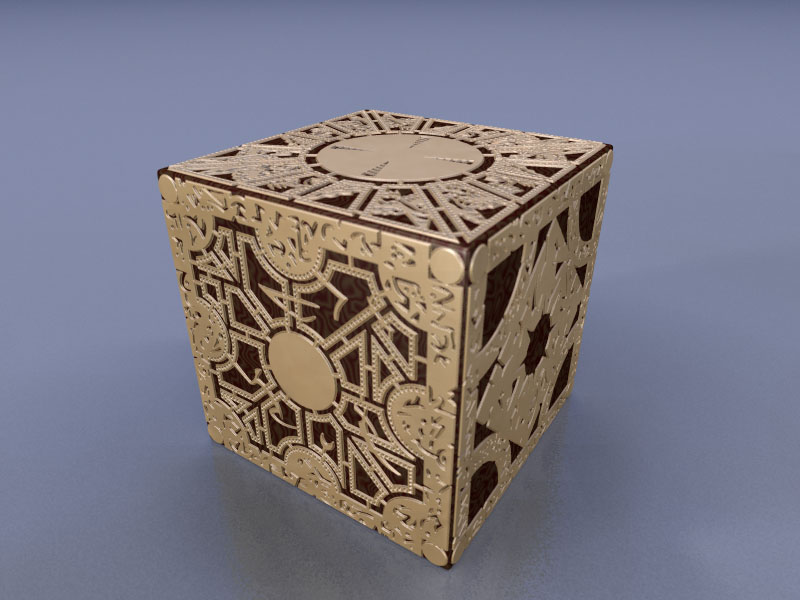
Le cube-puzzle.

1987, Frank Cotton fait l'acquisition d'un étrange cube-puzzle. Ce cube lui ouvre les portes d'un monde où la jouissance et la douleur ne font plus qu'un. Frank est désormais prisonnier de l'enfer des cénobites.
Quelque temps plus tard, Steve Cotton, le frère de Frank, et Julia, son épouse, viennent s'installer dans la maison familiale, celle-là même où Frank passa ses derniers jours. Lors du déménagement, Steve se blesse avec un clou. Son sang permet à Frank de s'échapper de l'Hellraiser. Julia, qui fut la maîtresse de Frank, aide son beau-frère et amant à revenir lentement à la vie. Elle séduit des hommes qu'elle ramène à Frank dans le grenier de sa maison. Grâce à leur sang, Frank retrouve peu à peu forme humaine.
Le secret de Frank et Julia est découvert par Kirsty, la fille de Steve. Elle surprend sa belle-mère qui rentre avec un inconnu dans la maison familiale puis, plus étonnant, elle en ressort sans. Kirsty pénètre dans la maison. Quand elle rentre dans le grenier, elle se retrouve nez à nez avec un écorché qui n'est autre que son oncle. Prise de panique, Kirsty saisit le premier objet à sa portée. Elle tient en main le cube magique. Frank prend peur et Kirsty peut s'échapper.
En état de choc, Kirsty s'évanouit dans la rue. Lorsqu'elle reprend ses esprits, elle est à l'hôpital. Seule, elle joue avec le cube et résout le puzzle. La porte du Hellraiser s'ouvre. Kirsty pénètre dans la brèche et s'aventure dans un couloir sombre au bout duquel se trouve une créature monstrueuse. Kirsty fait demi-tour, poursuivie par l'ignoble créature. Arrivée dans la chambre, la cloison se referme derrière elle. Kirsty effleure le cube qui actionne un nouveau mécanisme. Chatterer, Pinhead, Butterball et Female, les cénobites, font alors leur apparition. Kirsty est sur le point de subir le sort qui est réservé à ceux qui ouvrent le Cube quand elle apprend aux cénobites que l'une de leurs victimes leur a échappé. Les cénobites acceptent de la laisser partir si elle leur ramène Frank.
Entre-temps, Frank convainc Julia que sa prochaine victime serait Steve. Il prend sa peau et donc son apparence. Lorsque Kirsty arrive pour prévenir son père du danger qui le menace, il est déjà trop tard. Lorsqu'elle le comprend, Kirsty fuit dans le grenier et appelle les cénobites grâce au cube. Les démons emportent Frank qui est écartelé par des crochets dans le grenier, et Julia qui est emportée par des crochets dans un matelas. Les cénobites décident de revenir sur leur promesse et s'apprêtent à emporter aussi Kirsty, mais elle arrive à utiliser le cube pour renvoyer les cénobites dans leur monde. Kirsty se débarrasse de la boite en la jetant dans le feu mais elle est récupérée par un clochard, le gardien du Cube qui se transforme en monstre volant.
Kirsty, troublée par ce qui vient de lui arriver, se fait ensuite interner dans un hôpital psychiatrique, l'institut Channard. Alors qu'elle est interrogée par un policier qui enquête sur la disparition de son père et de sa belle-mère, une patrouille perquisitionne la maison familiale. Ils y trouvent les cadavres des victimes de Frank et Julia ainsi que le matelas où Julia a été emportée par les chaînes des cénobites.
Dans cet institut, Kirsty fait la connaissance de Tiffany, une jeune autiste qui est capable de résoudre n'importe quel puzzle, et de Kyle, un jeune médecin. Kyle découvre que son employeur, le docteur Channard, a corrompu des policiers afin de récupérer le matelas. Channard a en sa possession plusieurs Cubes ainsi que de nombreux documents sur l'Hellraiser. Il va jusqu'à sacrifier un de ses patients pour faire revenir Julia. Il lui offre plusieurs victimes pour que celle-ci retrouve son apparence normale.
Kyle et Kirsty décident d'arrêter Channard. Ils se rendent à son domicile. Julia tue Kyle et assomme Kirsty. Channard et Julia se servent ensuite de Tiffany pour résoudre le puzzle du cube magique. Ils observent la scène d'une pièce secrète. Deux portes s'ouvrent. Chatterer, Butterball, Female et Pinhead sont confrontés à leur prochaine victime mais ne sont pas dupes devant l'innocente jeune fille. Channard et Julia se sont joués d'eux. Ils ont pénétré dans l'Hellraiser à leur insu. Les cénobites laissent Tiffany pour aller les retrouver.
Lorsque Kirsty retrouve ses esprits, elle comprend vite que les portes sont ouvertes. Avant de pénétrer dans l'Hellraiser, elle prend le Cube. Tiffany a elle aussi pénétré dans ce Labyrinthe. Dans cet enfer, les plaisirs et les douleurs de la chair sont prédominants.  Channard est emmené par Julia qui lui présente le maître des lieux : Léviathan. Elle le pousse ensuite dans un sarcophage de torture qui transforme Channard en cénobite. Kirsty finit par se retrouver nez à nez avec Pinhead et ses trois acolytes. Kirsty essaye alors via le cube de les repousser, mais le cube, lui fait remarquer Pinhead, ne peut que  renvoyer les cénobites du monde réel vers l'Hellraiser, pas l'inverse, et ne sert donc à rien dans ce monde. Pinhead transforme alors le cube en une sorte de dague et laisse Kirsty s'enfuir pour qu'elle découvre un peu cet enfer, car les cénobites ont l'éternité devant eux pour la faire souffrir. C'est ensuite à son oncle Frank qu'elle est confrontée, elle s'en débarrassera en le brûlant. Kirsty finit par retrouver Tiffany sur qui elle compte pour se sortir du Labyrinthe. Un ouragan apparait alors dans le labyrinthe, menaçant d'aspirer les deux femmes qui s'agrippent tant bien que mal aux parois. Au même moment réapparait Julia qui s'avance vers elles, avec à la main, la dague provenant du cube. Julia saisit Tiffany à la main, qui en résistant lui arrache la peau prise aux victimes par elle et le médecin. Julia se retrouve aspirée et disparait. L'ouragan cesse également à ce moment. 
Kirsty et Tiffany s'enfuient en courant dans le Labyrinthe et repassent une porte qui les conduit dans l'institut Channard. Mais le cauchemar n'est pas terminé, l'institut est aux mains des cénobites et de Channard qui semble en être devenu le nouveau chef. Les deux jeunes filles sont cernées. Kirsty tente une dernière tentative pour leur échapper. Elle essaye de parler à l'humain qu'était Pinhead. Elle lui montre une photo de lui avant qui semble troubler les cénobites. Mais Channard surgit. Les quatre cénobites combattent Channard qui se débarrasse de Butterball, de Female et de Chatterer qui, morts, retrouvent leur forme humaine. Pinhead redevient Elliott Spencer, laisse fuir Kirsty et Tiffany et est finalement tué par Channard.
Tiffany décide de retourner dans l'Hellraiser pour récupérer le cube. Elle sait comment fermer cet enfer. Elle doit redonner au Cube sa forme cubique. Channard tente de l'arrêter mais Kirsty, qui a revêtu la peau de Julia, le distrait le temps que la jeune autiste résolve le puzzle. Le cube retrouve sa forme. Channard est décapité et les deux jeunes filles sortent in extremis de l'Hellraiser.
L'institut Channard sera fermé. Quelque temps plus tard, alors que des déménageurs embarquent les dernières caisses de l'institut, l'un d'eux a le malheur de s'approcher du matelas par lequel il est happé. Lorsque son collègue vient à sa rescousse, il est trop tard. Il est néanmoins témoin de l'irruption du Pilier des Âmes hors du matelas maudit.

### Joey et le Pilier des Âmes
1992, JP Monroe, le propriétaire de la boîte de nuit « The Boiler Room », fait l'acquisition d'une sculpture qui est en réalité le Pilier des Âmes. Quelque temps plus tard, Joanne Summerskill, une journaliste, est témoin d'une scène effrayante dans un hôpital : un patient lacéré par des crochets au bout de chaînes est amené en urgence. Terri, une jeune fille l'accompagne et lui dit qu'elle l'avait rencontrée à la sortie du Boiler Room. Joey part à sa recherche au Boiler Room, où elle finit par la retrouver à la table du propriétaire, elle lui laisse sa carte avec son numéro de téléphone. Terri la rappelle. Joey propose à Terri de l'héberger en échange de son témoignage. Terri explique alors à Joey que le garçon a volé un Cube sur une sculpture étrange au Boiler Room et que c'est le cube qui lui a fait ça. Terri confie le cube à Joey.
Entre-temps, JP Monroe a réveillé Pinhead qui est enfermé dans le Pilier des Âmes grâce à ses galipettes avec une cliente de sa boîte. La jeune fille s'approche trop près du Pilier et est happée. Pinhead propose un marché à JP : il veut des âmes pour être libre. JP accepte.
Joey et Terri enquêtent sur le Pilier et se rendent chez le marchand qui a vendu la sculpture à Monroe. Ils y trouvent tous les documents du docteur Channard et le témoignage de Kristy Cotton. Joey commence à rêver du capitaine Elliott Spencer dont l'esprit a été ramené par Kristy. Spencer révèle à Joey comment arrêter Pinhead. Terri décide de retourner auprès de JP pour qui elle a toujours de l'attirance. JP l'accueille à bras ouverts et l'appâte vers le Pilier mais ils seront finalement tous les deux victimes de Pinhead. Ce dernier est libre et fait de la boîte de nuit son nouvel enfer. Toutes les personnes présentes y sont massacrées.

Voyant un reportage télévisé sur le massacre, Joey retourne au Boiler Room. Elle se rend vite compte que personne n'est présent, ni journalistes, ni policiers. Elle entre dans la boîte et est témoin du massacre, puis fait la rencontre de Pinhead qui ne veut qu'une chose : le cube. Joey s'enfuit mais sera vite rattrapée par les nouveaux cénobites aux ordres de Pinhead : Camerahead (son ancien collègue caméraman), CD (le DJ du Boiler Room) et Barbie (le barman du Boiler Room). L'intervention de la police permet à Joey de trouver un abri dans une église mais son répit n'est que de courte durée car Pinhead la retrouve. Elle fuit de nouveau et est confrontée à deux derniers cénobites : Pistonhead (JP Monroe) et Dreamer (Terri), recrutée elle aussi dans les rangs des cénobites.
Joey comprend que seul le cube peut la sauver. Elle trouve la bonne combinaison pour renvoyer les six cénobites dans le Hellraiser. Pourtant, usant de son pouvoir de pénétrer son esprit, Pinhead récupère le cube en se faisant passer pour le père de Joey. Les rêves de Joey sont aussi habités par l'esprit du capitaine Spencer. Pinhead et Spencer se livrent un combat qui finit par la fusion des deux entités. Ce qui laisse juste le temps qu'il faut à Joey pour transformer le cube en dague et éliminer Pinhead. Joey se débarrasse du cube en le jetant dans le ciment d'un bâtiment en construction.

### Retour d'Angélique
Arrivée à New York, Angélique se rend à l'inauguration de l'immeuble. Après avoir troublé Merchant de sa présence (ce dernier rêve régulièrement d'elle sans la connaître), elle attire le premier homme venu dans une pièce au sous-sol où elle retrouve dans une colonne le Cube laissé par Joey.
Elle demande à l'homme de résoudre le puzzle du Cube. Il ouvre la porte de l'Hellraiser et y est entrainé par des crochets. Pinhead fait son entrée et va à la rencontre d'Angélique. Bien qu'ayant du respect pour la princesse de son monde, il semble gêné par son retour. Ils se rendent compte que l'immeuble, dans lequel ils sont, est à l'image du Cube et que la pièce qu'ils occupent semble être un autel pour un sacrifice.
Angélique rencontre John dans son cabinet d'architecte. Angélique est attirée par un croquis qui a été réalisé par l'ancêtre de John.
John lui explique qu'il s'agit d'une boîte, une prison de lumière nommée aussi La Clarté Absolue.
De retour auprès de Pinhead, Angélique et ce dernier n'arrivent pas à se mettre d'accord sur la méthode pour éliminer Merchant. Angélique préfère la douce tandis que Pinhead préfère une plus expéditive. Pinhead crée un nouveau cénobite à partir de deux gardiens de nuit jumeaux que l'on nommera Twins. Il convoque aussi canin.
Pinhead enlève la femme et le fils de Merchant pour l'attirer dans la pièce au sacrifice. Lui et Angélique l'obligent à actionner le mécanisme de la pièce qui doit générer une intense lumière. Angélique pense abuser Pinhead qui est la proie de cette clarté absolue mais le piège demande trop d'énergie et ne fonctionne pas. Pinhead tue Merchant. L'épouse de John vient sauver son fils et renvoie, grâce au Cube, Pinhead et Angélique dans l'Hellraiser. L'enfant a survécu et a perpétué la malédiction des Lemarchant et la façon d'y remédier.

### Joseph Thorne contre l'Ingénieur
2000, le détective Joseph Thorne se rend avec son coéquipier, le détective Tony Nenonen, sur une scène de crime emprunte d'occultisme où il trouve un Cube étrange sur lequel se trouve un bougeoir avec une bougie sur laquelle il y a une empreinte de doigt d'enfant.
Après avoir passé la nuit avec une prostituée qu'il paye avec l'argent volé dans le portefeuille de la victime, Joseph Thorne actionne le Cube. Il se retrouve sans s'en rendre compte en enfer à enquêter sur une série de meurtres qui le ramène de plus en plus à lui. Des doigts du même enfant signent les crimes macabres et sordides qui ponctuent son enquête. Joseph a des visions de Pinhead mais aussi d'autres cénobites comme les deux irrésistibles Wire Twins aussi sexy qu'inquiétantes, Torso, le cénobite-tronc, et surtout le mystérieux Ingénieur.

### Nouvelle vie de Kristy Cotton
2002. Kristy Cotton est mariée et semble avoir retrouvé une vie normale.
C'est du moins ce qu'elle croyait car son mari, Trevor, non content de la tromper, a décidé de l'assassiner pour toucher son héritage, car Kristy avait hérité d'une forte somme d'argent de
son père et de son oncle Frank.
Mais Trevor a fait une erreur. Il a trouvé un des cubes qu'il offre à Kristy pour son anniversaire. Cette dernière bouleversée l'ouvre à la demande de son mari et est de nouveau la proie de Pinhead, Stitch, Bound et Surgeon, les cénobites. Pinhead lui fait comprendre que c'est elle qu'il voulait depuis le début. Elle propose encore un marché à Pinhead : cinq âmes contre la sienne. Elle tue le collègue de travail de Trevor et ses trois maîtresses et termine en assassinant son mari. Trevor se retrouve alors dans l'Hellraiser. Pensant d'abord avoir perdu sa femme dans un accident de voiture où il perd aussi la mémoire. Il oublie tout du complot qu'il avait monté avec son collègue et de ses maîtresses... Les quatre protagonistes sont tués les uns après les autres dans son cauchemar et Trevor, après être accusé du meurtre apprend de Pinhead qu'il est le cinquième sur la liste. Kristy, elle, échappe une fois de plus à l'Hellraiser.

### Deaders contre cénobites
2005, Amy Klein, une journaliste du London Underground, spécialisée dans l'occultisme, se voit attribuer une enquête sur une secte, les Deaders, capable de ressusciter ceux d'entre eux qui acceptent d'être sacrifiés. Charles Richmond, le gourou de cette secte est un descendant de la lignée des Lemarchant qui a réussi à trouver un moyen d'échapper aux cénobites. Il a besoin d'Amy et de sa capacité à manipuler le Cube pour vaincre Pinhead et les autres cénobites. Mais Pinhead, accompagné de Chatterer III, Little Sister, Stitch, Bound II, prendra le dessus sur les Deaders. Amy Klein se suicide pour leur échapper et provoque l'explosion du cube ainsi que la disparition des cénobites. De l'explosion du bâtiment, les pompiers ne retrouveront que le cube, intact.

### Bienvenue à Hellworld
La même année, une bande de jeunes sont accros à un jeu vidéo, Hellworld, dérivé de l'univers d'un roman à succès nommé Hellraiser. Adam, le plus passionné des cinq amis, tombe sur un vrai cube et y laisse la vie. Ses amis sont bouleversés et décident de ne plus jouer à Hellworld.
2007, les mêmes jeunes sont invités à une soirée Hellworld dans un château. Ils arrivent dans une énorme soirée dédiée à Hellraiser. Ils sont accueillis par le maître des lieux qui n'est autre que le père d'Adam. Il fait prendre une drogue hallucinogène aux cinq invités à leur insu et leur fait croire que le château a été construit par un descendant de Lemarchant, château qui aurait fait aussi office d'asile maudit. Toute cette mise en scène a pour unique but de venger la mort de son fils. Les cinq ados sont enterrés vivants. La police ne retrouvera les tombes que deux jours plus tard et seulement deux survivants. Les trois autres sont morts à cause de leurs hallucinations. 
Le père d'Adam s'est vengé et est satisfait. Il se retrouve seul dans une chambre d'hôtel. En fouillant ses affaires, il remet la main sur le Cube qu'il arrive à ouvrir. Pinhead, Bound II et Chatterer III sont là pour l'accueillir. Pinhead lui révèle que son fils avait lui aussi ouvert la porte et qu'il va le rejoindre.

### Révélations au monde d'en bas
2011, deux amis, Nico et Steven, partent pour le Mexique et se voient offrir le Cube par le gardien du Cube. Nico est capturé dans l'Hellraiser et s'échappe. Steven fait ce qu'il peut pour le ramener à l'état d'être humain, mais pour finir, il y laisse jusqu'à sa peau que Nico lui prend. Nico rentre chez Steven, se fait un temps passer pour lui puis, cerné par des manifestations cénobites, se révèle et tente de procéder à un échange. Les vengeances de la Terre et de l'enfer se mêlent et annihilent la famille.

### Destruction du cube
2127, station spatiale Minos. Le dernier descendant des Lemarchant, le Dr Paul Merchant, vient d'ouvrir le Cube à distance à l'aide d'un robot. C'est alors qu'une escouade militaire débarque sur la navette et arrête le Dr Merchant. Il a détourné le plus perfectionné des vaisseaux spatiaux, dont il est le concepteur, de son orbite. Lors de son interrogatoire par l'officier Rimmer, Merchant raconte l'histoire de sa lignée. Il explique à la jeune militaire qu'il a ouvert la porte et que les cénobites sont sur la station. Évidemment, l'un des militaires libère Pinhead, Angélique (devenue une cénobite) et Twins. Ils tuent les autres militaires et Pinhead se retrouve pour la confrontation finale avec le dernier descendant des Lemarchant. Ce que Pinhead ne sait pas, c'est qu'il a devant lui un hologramme. Paul et Rimmer sont à bord d'un autre vaisseau. Paul actionne le mécanisme de la Clarté Absolue et élimine pour toujours Pinhead, le Cube et les cénobites. Paul et Rimmer, sains et saufs, s'enfuient à bord du vaisseau. Le dernier mot de Pinhead sera « Amen ».

## Médias

### Littérature
- 1986 : Hellraiser (Hellraiser) de Clive Barker
- 2009 : Hellbound Hearts de Paul Kane (en anglais uniquement)
- 2015 : Les Évangiles écarlates (The Scarlet Gospels) de Clive Barker
- 2016 : Sherlock Holmes and the Servants of Hell de Paul Kane
- 2018 : Hellraiser: The Toll de Mark Miller, selon un scénario de Clive Barker

### Comics
- 1989-1994 : Hellraiser (Clive Barker's Hellraiser, 20 parutions, dont 3 seulement en français, regroupées en 3 volumes et 3 parutions hors séries, Comics USA)
- 1991 : Hellraiser Nightbreed: Jihad (2 parutions, Marvel/Epic) de D.G. Chichester  et Paul Johnson (en)
- 1991 : Clive Barker's Book Of The Damned: A  Hellraiser Companion (4 parutions, Marvel/Epic)
- 1992 : Hellraiser 3: Hell on Earth (Marvel/Epic) de Peter Atkins, Tony Randel  et Miran Kim
- 1993 : Pinhead  vs. Marshal Law: Law In Hell (2  parutions, Marvel/Epic) de Pat Mills  et Kevin O'Neill
- 1993-1994 : Clive Barker's Pinhead (6 parutions, Marvel/Epic) de D. G. Chichester  et Dario Corrasco
- 2011-2012 : Clive Barker's Hellraiser de Clive Barker et Christopher Monfette (20 parutions, regroupées en 5 volumes en anglais, Boom! Studios, dont 3 volumes traduits en français,  French Eyes, )
- 2011: Clive Barker's Hellraiser: Masterpieces, (12 parutions, regroupées en 2 volumes, Boom! Studios)
- 2012: Hellraiser: The Road Below (4 parutions, regroupées en 1 volume, Boom! Studios)
- 2013-2014: Hellraiser: The Dark Watch (12 parutions, regroupées en 3 volumes, Boom! Studios)
- 2014-2015: Hellraiser Bestiary (6 parutions, regroupées en 1 volume, Boom! Studios)
- 2017: Hellraiser Anthology volumes 1 et 2. (Seraphim Comic)

### Cinéma
- 1987 : Le Pacte (Hellraiser) de Clive Barker
- 1988 : Hellraiser 2 (Hellbound: Hellraiser II) de Tony Randel
- 1992 : Hellraiser 3 (Hellraiser III: Hell on Earth) d'Anthony Hickox
- 1996 : Hellraiser: Bloodline de Kevin Yagher
- 2000 : Hellraiser 5 : Inferno (Hellraiser: Inferno) de Scott Derrickson
- 2002 : Hellraiser: Hellseeker de Rick Bota
- 2005 : Hellraiser: Deader de Rick Bota
- 2005 : Hellraiser: Hellworld de Rick Bota
- 2011 : Hellraiser: Revelations de Victor Garcia
- 2018 : Hellraiser: Judgment de Gary Tunnicliffe
- 2022 : Hellraiser de David Bruckner

## Équipe technique des films originaux
| Équipe technique                 | Le Pacte (1987)   | Les Écorchés (1988) | L'Enfer sur Terre (1992) | Bloodline (1996) | Inferno (2000)   | Hellseeker (2002) | Deader (2005)      | Hellworld (2005) | Revelations (2011) | Judgment (2018)  | Hellraiser (2022) |
| -------------------------------- | ----------------- | ------------------- | ------------------------ | ---------------- | ---------------- | ----------------- | ------------------ | ---------------- | ------------------ | ---------------- | ----------------- |
| Réalisateur(s)                   | Clive Barker      | Tony Randel         | Anthony Hickox           | Kevin Yagher     | Scott Derrickson | Rick Bota         | Rick Bota          | Rick Bota        | Víctor García      | Gary Tunnicliffe | David Bruckner    |
| Producteur(s)                    | Christopher Figg  | Christopher Figg    | Christopher Figg         | Anna C. Miller   |                  | Jesse Berdinka    |                    | Nick Philips     | Aaron Ockman       | Mike Leahy       | Clive Barker      |
| Producteur(s)                    |                   | Clive Barker        | Clive Barker             | Clive Barker     |                  | Michael Leahy     |                    |                  | Joel Soisson       |                  | David S. Goye     |
| Producteur(s)                    |                   |                     |                          | Paul Rich        |                  | Ron Schmidt       | Ron Schmidt        | Ron Schmidt      |                    |                  | Keith Levine      |
| Producteur(s)                    |                   |                     |                          |                  |                  | Joel Soisson      |                    |                  |                    |                  | Marc Toberoff     |
| Scénariste(s)                    | Clive Barker      | Peter Atkins        | Peter Atkins             | Peter Atkins     | Paul H. Boardman | Carl V. Dupré     | Neal M. Stevens    | Carl V. Dupré    | Gary Tunnicliffe   | Gary Tunnicliffe | David S. Goye     |
| Scénariste(s)                    |                   |                     | Tony Randel              |                  | Scott Derrickson | Tim Day           | Tim Day            | Joel Soisson     |                    |                  | Ben Collins       |
| Scénariste(s)                    |                   |                     |                          |                  |                  |                   | Scott Atkins       |                  |                    |                  | Luke Piotrowski   |
| Compositeur(s)                   | Christopher Young | Christopher Young   | Sascha Konietzko         | Daniel Licht     | Walter Werzowa   | Stephen Edwards   | Henning Lohner     | Lars Anderson    | Frederik Wiedmann  | Deron Johnson    | Ben Lovett        |
| Compositeur(s)                   |                   | Randy Miller        |                          |                  |                  |                   |                    |                  |                    |                  |                   |
| Photographie                     | Robin Vidgeon     | Robin Vidgeon       | Gerry Lively             | Gerry Lively     | Nathan Hope      | John Drake        | Vivi Dragan Vasile | Gabriel Kosuth   | David A. Armstrong | Samuel Calvin    | Eli Born          |
| Monteur(s)                       | Tony Randel       | Tony Randel         | Christopher Cibelli      | Randy Bricker    | Kirk M. Morri    | Anthony Adler     |                    |                  | Matthew Rundell    | Travis Graalman  | David Marks       |
| Monteur(s)                       | Richard Marden    | Richard Marden      | James DR Hickox          | Rod Dean         |                  | Lisa Mozden       |                    |                  |                    |                  |                   |
| Monteur(s)                       |                   |                     | Jim Avant                |                  |                  |                   |                    |                  |                    |                  |                   |
| Dates de sortie (pays d'origine) | 11 septembre 1987 | 23 décembre 1988    | 11 septembre 1992        | 8 mars 1996      | 3 octobre 2000   | 15 octobre 2002   | 7 juin 2005        | 6 septembre 2005 | 18 octobre 2011    | 13 février 2018  | 28 Septembre 2022 |

## Distribution des films originaux
| Équipe technique         | Le Pacte (1987)           | Les Écorchés (1988)       | L'Enfer sur Terre (1992) | Bloodline (1996) | Inferno (2000) | Hellseeker (2002) | Deader (2005)  | Hellworld (2005) | Revelations (2011)    | Judgment (2018) |
| ------------------------ | ------------------------- | ------------------------- | ------------------------ | ---------------- | -------------- | ----------------- | -------------- | ---------------- | --------------------- | --------------- |
| Elliot Spencer / Pinhead | Doug Bradley              | Doug Bradley              | Doug Bradley             | Doug Bradley     | Doug Bradley   | Doug Bradley      | Doug Bradley   | Doug Bradley     | Stephan Smith Collins | Paul T. Taylor  |
| Kirsty Cotton            | Ashley Laurence           | Ashley Laurence           | Ashley Laurence          |                  |                | Ashley Laurence   |                |                  |                       |                 |
| Julia Cotton             | Clare Higgins             | Clare Higgins             |                          |                  |                |                   |                |                  |                       |                 |
| Frank Cotton             | Sean Chapman Oliver Smith | Sean Chapman Oliver Smith |                          |                  |                |                   |                |                  |                       |                 |
| Larry Cotton             | Andrew Robinson           | Andrew Robinson           |                          |                  |                |                   |                |                  |                       |                 |
| Female                   | Grace Kirby               | Barbie Wilde              |                          |                  |                |                   |                |                  |                       |                 |
| Chatterer                | Nicholas Vince            | Nicholas Vince            |                          |                  |                | Mike Jay Regan    | Mike Jay Regan | Mike Jay Regan   | Jolene Andersen       | Mike Jay Regan  |
| Butterball               | Simon Bamford             | Simon Bamford             |                          |                  |                |                   |                |                  |                       |                 |
| Le déménageur            | Oliver Parker             | Oliver Parker             |                          |                  |                |                   |                |                  |                       |                 |

## Personnages

### Cénobites
Les Cénobites sont des êtres extradimensionnels qui apparaissent dans l’œuvre de Clive Barker, Hellraiser, et dans les dix films Hellraiser. Ils sont enfermés dans Le Labyrinthe, un labyrinthe infini, qui est en réalité l'Enfer. Ils peuvent arriver sur Terre par des objets, soit un cube appelé la Configuration des Lamentations et une statue appelée Le Pilier des Âmes. Les Cénobites ont d'horribles mutilations ou d'abominables équipements/piercings. Ils sont tous habillés de cuir et sont armés de dagues et d'instruments chirurgicaux. Ils vénèrent un sado-masochisme, à mi-chemin entre jouissance sexuelle et  torture sadique. Ils sont identifiés comme des anges ou des démons mais ils se considèrent comme des explorateurs. Les Cénobites, selon leurs transformations, ont des pouvoirs spécifiques. Ils partagent cependant des pouvoirs communs :
- Téléportation ;
- Télékinésie ;
- Métamorphose ;
- Invincibilité face aux humains ;
- Ils peuvent voir, même s'ils sont dépourvus d'yeux, et entendre, même s'ils sont dépourvus d'oreilles.

Autrement dit, ils ont tout pouvoir dans leur monde, comme Freddy Krueger dans les rêves.
Il existe des « thèmes » sur la création des cénobites : des blessures/mutilations à la poitrine (Pinhead, Chatterer, Barbie, Camera Head, Pseudo-Pinhead…), la gorge ouverte (Female, Dreamer, Pseudo cénobite Alison), des aiguilles sur le visage (Pinhead, Pseudo-Pinhead), des fils de fer dans le visage, fermant les yeux, servant parfois de chevelure (Wire Twins, Little Sister, Chatterer Girl) et la bouche maintenue ouverte et tendue (Chatterer, Chatterer III, Chatterer II, Chatterer Girl, Torso et Surgeon)…

## Objets

### Cubes
Le premier cube a été fabriqué par Lemarchant au XVIIe siècle. D'autres cubes ont été fabriqués à partir de l'original par Angélique. On n'en connait pas le nombre exact. Ces Cubes sont une porte d'entrée pour l'Hellraiser pour ceux qui arrivent à résoudre son mécanisme. Ces Cubes ont d'autres pouvoirs comme celui de se transformer en dague, de transformer des hommes en cénobites, de faire surgir des chaînes, et sont aussi appelés Configurations des Lamentations.

### Pilier des âmes
Le pilier des âmes est une sculpture vivante qui émerge du matelas maudit. Il contient la force démoniaque de Pinhead et d'autres damnés.

### Crochets
Au bout de chaînes, s'attaquent aux victimes pour les écorcher, les dépecer, les écarteler, les transformer en cénobites ou les emmener dans l'Hellraiser. Ce sont les crochets qui ont servi à suspendre la peau d'une paysanne qui servira à la confection du premier cénobite, Angélique.

### Dague
Elle est présente dans plusieurs opus de la saga et se retourne le plus souvent contre les cénobites. Elle se matérialise par la transformation du cube en celle-ci et a la forme du Léviathan.